# Valan Arasu
Jesu Gaspar Valan Arasu (* 13. Juni 1967 in Enayam, Tamil Nadu) ist ein indischer römisch-katholischer Geistlicher und Bischof von Jabalpur.

## Leben
Valan Arasu besuchte das Knabenseminar Xavier Mission Home. Anschließend studierte er Philosophie und Theologie am Priesterseminar St. Charles in Nagpur. Nach weiteren Studien erwarb er einen Master of Business Administration an der Annamalai University und einen Master in Wirtschaftsphilosophie an der Rani Durgavati University, an der er anschließend in Wirtschaftswissenschaft promoviert wurde. Am 12. Mai 1996 empfing er das Sakrament der Priesterweihe für das Bistum Jabalpur.
Neben verschiedenen Aufgaben in der Pfarrseelsorge war er von 1999 bis 2005 Professor am St. Aloysius College. Von 2008 bis 2012 war er stellvertretender Sekretär des Priesterrates, bischöflicher Zeremoniar und Mitglied der Kommission für die Berufungspastoral. Gleichzeitig war er Sekretär der Kommission für die Hochschul- und Berufsbildung sowie der Kommission für den interreligiösen Dialog. Ab 2012 war er Präses des St. Aloysius College.
Papst Franziskus ernannte ihn am 13. Januar 2024 zum Bischof von Jabalpur. Sein Amtsvorgänger Gerald Almeida spendete ihm am 8. April desselben Jahres auf dem Gelände der Kathedrale von Jabalpur die Bischofsweihe. Mitkonsekratoren waren der Erzbischof von Bhopal, Arockia Sebastian Durairaj SVD, und der Bischof von Lucknow, Gerald John Mathias.